# Danh sách tàu sân bay của Hải quân Hoa Kỳ
Hàng Không Mẫu Hạm là một chiến hạm hoạt động như là một căn cứ không quân cho các máy bay trên tàu sân bay. Trong Hải quân Hoa Kỳ, có những ký hiệu phân loại Hàng Không Mẫu Hạm.
- CV là Hàng Không Mẫu Hạm
- CVA là mẫu hạm tấn công
- CVB là mẫu hạm tấn công cỡ lớn
- CVN là mẫu hạm chạy năng lượng hạt nhân
- CVL là mẫu hạm nhẹ

## Danh sách
| #        | Name                  | Hình ảnh | Năm phục vụ          | Ngừng hoạt động      | Lớp tàu                                              | Tình trạng                                                                                     | Tài liệu tham khảo          |
| -------- | --------------------- | -------- | -------------------- | -------------------- | ---------------------------------------------------- | ---------------------------------------------------------------------------------------------- | --------------------------- |
| CV-1     | Langley               |          | 20 tháng 3 năm 1922  | 27 tháng 2 năm 1942  | Chiếc dẫn đầu lớp Langley                            | Bị đánh đắm và chìm 65 m phía nam của Cilacap, Java                                            | [ 3 ] [ 4 ] [ 5 ]           |
| CV-2     | Lexington             |          | 14 December 1927     | 8 May 1942           | Chiếc dẫn đầu lớp Lexington                          | Chìm trong trận chiến biển Coral                                                               | [ 5 ] [ 6 ]                 |
| CV-3     | Saratoga              |          | 16 tháng 11 năm 1927 | 26 tháng 7 năm 1946  | Lexington                                            | Chìm trong vụ thử hạt nhân gần đảo Bikini Atoll trên Thái Bình Dương                           | [ 5 ] [ 7 ]                 |
| CV-4     | Ranger                |          | 4 tháng 6 năm 1934   | 18 tháng 10 năm 1946 | Chiếc dẫn đầu lớp Ranger                             | Tháo dỡ tàu vào năm 1947 tại Chester, Pennsylvania                                             | [ 8 ]                       |
| CV-5     | Yorktown              |          | 30 tháng 9 năm 1937  | 7 tháng 6 năm 1942   | Chiếc dẫn đầu lớp Yorktown                           | Chìm trong Trận Midway                                                                         | [ 9 ]                       |
| CV-6     | Enterprise            |          | 12 tháng 5 năm 1938  | 17 tháng 2 năm 1947  | Yorktown                                             | Tháo dỡ vào năm 1960                                                                           | [ 10 ]                      |
| CV-7     | Wasp                  |          | 25 April 1940        | 15 tháng 9 năm 1942  | Wasp, lead ship                                      | Chìm trong Chiến dịch Guadalcanal                                                              | [ 11 ]                      |
| CV-8     | Hornet                |          | 20 tháng 10 năm 1941 | 26 tháng 10 năm 1942 | Yorktown                                             | Chìm trong Trận chiến quần đảo Santa Cruz                                                      | [ 12 ] [ 13 ]               |
| CV-9     | Essex                 |          | 31 tháng 12 năm 1942 | 20 tháng 6 năm 1969  | Essex, chiếc dẫn đầu                                 | Tháo dỡ năm 1975                                                                               | [ 14 ]                      |
| CV-10    | Yorktown              |          | 15 tháng 4 năm 1943  | 27 tháng 6 năm 1970  | Essex                                                | Bảo quản tại Bảo tàng Hàng hải và Hải quân Patriots Point—Mount Pleasant, Nam Carolina, Hoa Kỳ | [ 15 ]                      |
| CV-11    | Intrepid              |          | 16 tháng 8 năm 1943  | 15 tháng 3 năm 1974  | Essex                                                | Bảo quản tại Bảo tàng Intrepid Sea-Air-Space—New York, Hoa Kỳ                                  | [ 16 ]                      |
| CV-12    | Hornet                |          | 20 tháng 11 năm 1943 | 26 tháng 5 năm 1970  | Essex                                                | Bảo quản tại Bảo tàng USS Hornet—Alameda, California, Hoa Kỳ                                   | [ 17 ]                      |
| CV-13    | Franklin              |          | 31 tháng 1 năm 1944  | 17 tháng 2 năm 1947  | Essex                                                | Tháo dỡ vào năm 1966                                                                           | [ 18 ]                      |
| CV-14    | Ticonderoga           |          | 8 tháng 5 năm 1944   | 1 tháng 9 năm 1973   | Essex (biến thể)                                     | Tháo dỡ vào năm 1975                                                                           | [ 19 ]                      |
| CV-15    | Randolph              |          | 9 tháng 10 năm 1944  | 13 tháng 2 năm 1969  | Essex (mở rộng mũi tàu)                              | Tháo dỡ vào năm 1975                                                                           | [ 20 ]                      |
| CV-16    | Lexington             |          | 17 tháng 2 năm 1943  | 8 tháng 11 năm 1991  | Essex                                                | Preserved at USS Lexington Museum On the Bay— Corpus Christi, Texas, USA                       | [ 21 ] [ 22 ]               |
| CV-17    | Bunker Hill           |          | 24 tháng 5 năm 1943  | 9 tháng 1 năm 1947   | Essex                                                | Tháo dỡ vào năm 1973                                                                           | [ 23 ] [ 24 ] [ 25 ]        |
| CV-18    | Wasp                  |          | 24 November 1943     | 1 July 1972          | Essex                                                | Tháo dỡ vào năm 1973                                                                           | [ 26 ]                      |
| CV-19    | Hancock               |          | 15 April 1944        | 30 January 1976      | Essex (mở rộng mũi tàu)                              | Tháo dỡ vào năm 1976                                                                           | [ 27 ]                      |
| CV-20    | Bennington            |          | 6 August 1944        | 15 January 1970      | Essex                                                | Tháo dỡ vào năm 1994                                                                           | [ 28 ]                      |
| CV-21    | Boxer                 |          | 16 April 1945        | 1 December 1969      | Essex (mở rộng mũi tàu)                              | Tháo dỡ vào năm 1971                                                                           | [ 29 ] [ 30 ]               |
| CVL-22   | Independence          |          | 14 January 1943      | 28 August 1946       | Independence light carrier, lead ship                | Bị đánh chìm sau khi thử nghiệm bom nguyên tử Able năm 1951                                    | [ 31 ]                      |
| CVL-23   | Princeton             |          | 25 February 1943     | 24 October 1944      | Independence                                         | Bị đánh chìm ngày 24 tháng 10 năm 1944 trong Trận chiến vịnh Leyte                             | [ 2 ]                       |
| CVL-24   | Belleau Wood          |          | 31 March 1943        | 13 January 1947      | Independence                                         | Tháo dỡ vào năm 1960                                                                           | [ 2 ]                       |
| CVL-25   | Cowpens               |          | 28 May 1943          | 13 January 1947      | Independence                                         | Tháo dỡ vào năm 1960                                                                           | [ 2 ]                       |
| CVL-26   | Monterey              |          | 17 June 1943         | 16 January 1956      | Independence                                         | Tháo dỡ vào năm 1971                                                                           | [ 2 ]                       |
| CVL-27   | Langley               |          | 31 August 1943       | 11 February 1947     | Independence                                         | Tháo dỡ vào năm 1964                                                                           | [ 2 ]                       |
| CVL-28   | Cabot                 |          | 24 July 1943         | 21 January 1955      | Independence                                         | Tháo dỡ vào năm 2002                                                                           | [ 2 ]                       |
| CVL-29   | Bataan                |          | 17 November 1943     | 9 April 1954         | Independence                                         | Tháo dỡ vào năm 1961                                                                           | [ 32 ]                      |
| CVL-30   | San Jacinto           |          | 15 December 1943     | 1 March 1947         | Independence                                         | Tháo dỡ vào năm 1972                                                                           |                             |
| CV-31    | Bon Homme Richard     |          | 26 November 1944     | 2 July 1971          | Essex                                                | Tháo dỡ vào năm 1992                                                                           | [ 33 ]                      |
| CV-32    | Leyte                 |          | 11 April 1946        | 15 May 1959          | Essex (mở rộng mũi tàu)                              | Tháo dỡ vào năm 1970                                                                           |                             |
| CV-33    | Kearsarge             |          | 2 May 1946           | 15 January 1970      | Essex (mở rộng mũi tàu)                              | Tháo dỡ vào năm in 1974                                                                        | [ 34 ]                      |
| CV-34    | Oriskany              |          | 25 September 1950    | 20 September 1979    | Essex (mở rộng mũi tàu)                              | Bị đánh chìm có chủ đích tạo dãy san hô nhân tạo ngày 17 tháng 5 năm 2006                      |                             |
| CV-36    | Antietam              |          | 28 January 1945      | 8 May 1963           | Essex (mở rộng mũi tàu)                              | Tháo dỡ vào năm 1974                                                                           | [ 35 ]                      |
| CV-37    | Princeton             |          | 18 November 1945     | 30 January 1970      | Essex (mở rộng mũi tàu)                              | Tháo dỡ vào năm 1971                                                                           |                             |
| CV-38    | Shangri-la            |          | 15 September 1944    | 30 July 1971         | Essex (mở rộng mũi tàu)                              | Tháo dỡ vào năm 1988                                                                           | [ 36 ]                      |
| CV-39    | Lake Champlain        |          | 3 July 1945          | 2 May 1966           | Essex (mở rộng mũi tàu)                              | Tháo dỡ vào năm 1972                                                                           |                             |
| CV-40    | Tarawa                |          | 8 December 1945      | 13 May 1960          | Essex (mở rộng mũi tàu)                              | Tháo dỡ vào năm1968                                                                            |                             |
| CVB-41   | Midway                |          | 10 September 1945    | 11 April 1992        | Midway, chiếc dẫn đầu                                | Preserved at the USS Midway Museum—San Diego, California, USA                                  | [ 37 ]                      |
| CVB-42   | Franklin D. Roosevelt |          | 27 October 1945      | 1 October 1977       | Midway                                               | Tháo dỡ vào năm 1978                                                                           | [ 38 ]                      |
| CVB-43   | Coral Sea             |          | 1 October 1947       | 26 April 1990        | Midway                                               | Tháo dỡ vào năm 2000                                                                           | [ 39 ]                      |
| CV-45    | Valley Forge          |          | 3 November 1946      | 15 January 1970      | Essex (mở rộng mũi tàu)                              | Tháo dỡ vào năm 1971                                                                           |                             |
| CV-47    | Philippine Sea        |          | 11 May 1946          | 28 December 1958     | Essex (mở rộng mũi tàu)                              | Tháo dỡ vào năm 1971                                                                           |                             |
| CVL-48   | Saipan                |          | 14 July 1946         | 14 January 1970      | chiếc dẫn đầu lớp Saipan                             | Tháo dỡ vào năm 1976                                                                           |                             |
| CVL-49   | Wright                |          | 9 February 1947      | 15 March 1956        | Saipan                                               | Tháo dỡ vào năm 1980                                                                           | [ 2 ]                       |
| CV-59    | Forrestal             |          | 1 October 1955       | 30 September 1993    | Siêu hàng không mẫu hạm, chiếc dẫn đầu lớp Forrestal | Tháo dỡ vào năm2014                                                                            | [ 40 ] [ 41 ] [ 42 ] [ 43 ] |
| CV-60    | Saratoga              |          | 14 April 1956        | 20 August 1994       | Siêu hàng không mẫu hạm lớp Forrestal                | Tháo dỡ vào năm 2015                                                                           | [ 44 ]                      |
| CV-61    | Ranger                |          | 10 August 1957       | 10 July 1993         | Siêu hàng không mẫu hạm lớp Forrestal                | Bán để tháo dỡ                                                                                 | [ 45 ]                      |
| CV-62    | Independence          |          | 10 January 1959      | 30 September 1998    | Siêu hàng không mẫu hạm lớp Forrestal                | Bán để tháo dỡ                                                                                 | [ 46 ]                      |
| CV-63    | Kitty Hawk            |          | 29 April 1961        | 12 May 2009          | Siêu hàng không mẫu hạm lớp Kitty Hawk, chiếc mở đầu | Được đưa vào dự trữ                                                                            | [ 47 ]                      |
| CV-64    | Constellation         |          | 27 tháng 10 năm 1961 | 7 tháng 8 năm 2003   | Siêu hàng không mẫu hạm lớp Kitty Hawk               | Tháo dỡ vào năm 2015                                                                           | [ 48 ]                      |
| CVN-65   | Enterprise            |          | 25 tháng 11 năm 1961 | —                    | Siêu hàng không mẫu hạm lớpEnterprise, chiếc mở đầu  | Không hoạt động và rò rỉ nhiên liệu vào năm 2015                                               | [ 49 ]                      |
| CV-66    | America               |          | 23 tháng 1 năm 1965  | 9 tháng 8 năm 1996   | Siêu hàng không mẫu hạm lớp Kitty Hawk               | Chìm vào năm 2005                                                                              | [ 50 ]                      |
| CV-67    | John F. Kennedy       |          | 7 tháng 9 năm 1968   | 23 tháng 3 năm 2007  | Siêu hàng không mẫu hạm lớp Kennedy, chiếc dẫn đầu   | Lưu giữ và cho tặng như là một tàu bảo tàng và đài tưởng niệm cho tổ chức đủ điều kiện.        | [ 51 ]                      |
| CVN-68   | Nimitz                |          | 3 tháng 5 năm 1975   | —                    | Siêu hàng không mẫu hạm lớp Nimitz, chiếc dẫn đầu    | Đóng tại căn cứ hải quân Kitsap, Bremerton, Washington                                         | [ 52 ]                      |
| CVN-69   | Dwight D. Eisenhower  |          | 18 tháng 10 năm 1977 | —                    | Siêu hàng không mẫu hạm lớp Nimitz                   | Đóng tại căn cứ hải quân Norfolk, Norfolk, Virginia                                            | [ 53 ]                      |
| CVN-70   | Carl Vinson           |          | 13 tháng 3 năm 1982  | —                    | Siêu hàng không mẫu hạm lớp Nimitz                   | Đóng tại căn cứ không quân, hải quân North Island, San Diego, California                       | [ 54 ]                      |
| CVN-71   | Theodore Roosevelt    |          | 25 tháng 10 năm 1986 | —                    | Siêu hàng không mẫu hạm lớp Nimitz                   | Đóng tại North Island, San Diego, California                                                   | [ 55 ]                      |
| CVN-72   | Abraham Lincoln       |          | 11 tháng 11 năm 1989 | —                    | Siêu hàng không mẫu hạm lớp Nimitz                   | Đóng tại Căn cứ hải quân Norfolk, Norfolk, Virginia                                            | [ 56 ]                      |
| CVN-73   | George Washington     |          | 4 tháng 7 năm 1992   | —                    | Siêu hàng không mẫu hạm lớp Nimitz                   | Đóng tại Căn cứ hải quân Norfolk, Norfolk, Virginia                                            | [ 57 ]                      |
| CVN-74   | John C. Stennis       |          | 9 tháng 12 năm 1995  | —                    | Siêu hàng không mẫu hạm lớpNimitz                    | Đóng tại căn cứ hải quân Kitsap, Bremerton, Washington                                         | [ 58 ]                      |
| CVN-75   | Harry S. Truman       |          | 25 tháng 7 năm 1998  | —                    | Siêu hàng không mẫu hạm lớpNimitz                    | Đóng tại Căn cứ hải quân Norfolk, Norfolk, Virginia                                            | [ 59 ]                      |
| CVN-76   | Ronald Reagan         |          | 12 tháng 7 năm 2003  | —                    | Siêu hàng không mẫu hạm lớpNimitz                    | Đóng tại Vùng hải quân Yokosuka, Yokosuka, Nhật Bản                                            | [ 60 ]                      |
| CVN-77   | George H.W. Bush      |          | 10 tháng 1 năm 2009  | —                    | Siêu hàng không mẫu hạm lớpNimitz                    | Đóng tại Căn cứ Hải quân Norfolk, Norfolk, Virginia                                            | [ 61 ]                      |
| CVN-78 ‡ | Gerald R. Ford        |          | 2016                 | —                    | Siêu hàng không mẫu hạm lớp Ford, chiếc dẫn đầu      | Đóng tại Căn cứ Hải quân Norfolk, Norfolk, Virginia                                            | [ 62 ]                      |
| CVN-79 ‡ | John F. Kennedy       |          | ~2020                | —                    | Siêu hàng không mẫu hạm lớp Ford                     | Đã được đặt sống (Keel laid); Nhà máy đóng tàu Newport News, Newport News, Virginia            | [ 63 ] [ 64 ]               |
| CVN-80°  | Enterprise            |          | ~2025                | —                    | Siêu hàng không mẫu hạm lớp Ford                     | Đã lên kế hoạch; Nhà máy đóng tàu Newport News, Newport News, Virginia                         | [ 63 ] [ 66 ]               |

Keys
- Tàu từng hoạt động trong quá khứ
- (†) Tàu đang hoạt động
- (‡) Tàu đang được đóng
- (°) Tàu đang được lên kế hoạch